# Mimetismo nelle piante

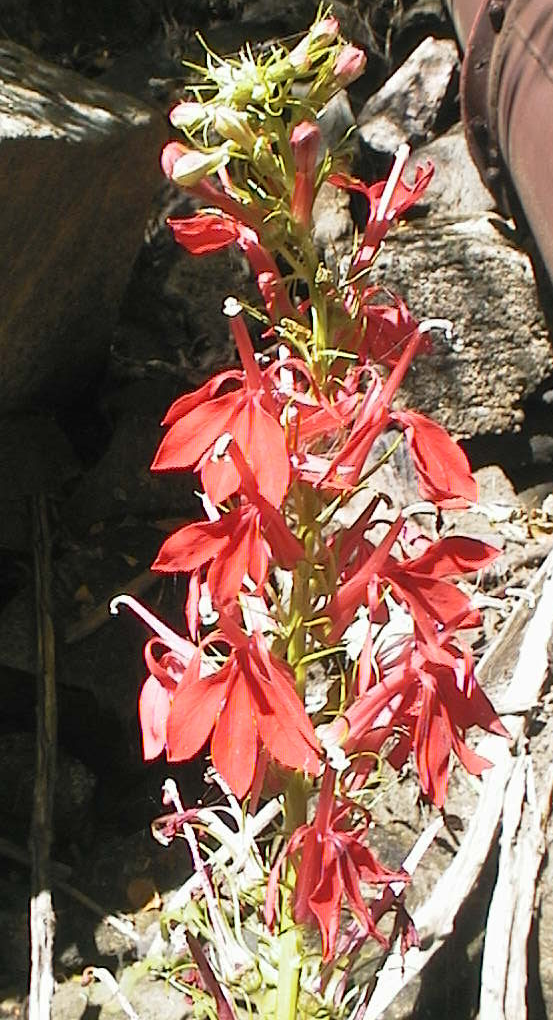
La Lobelia cardinalis attrae i colibrì senza produrre nettare.

Nella biologia evolutiva, il mimetismo nelle piante è il fenomeno con cui un organismo vegetale si modifica, fisicamente o chimicamente, per assomigliare a un altro organismo aumentando la forma del mimetismo darwiniano. Il mimetismo nelle piante è stato studiato molto meno del  mimetismo negli animali, con meno casi documentati e studi in peer-review. Tuttavia, può fornire protezione contro gli erbivori, o può incoraggiare ingannevolmente i mutualisti, come gli impollinatori, a fornire un servizio senza offrire una ricompensa in cambio.
Tra le piante mimetiche ci sono le "Bakeriane", dove i fiori femminili imitano quelli dei maschi della stessa specie, "Dodsoniane", dove i fiori attirano gli impollinatori imitando altre specie di fiori, vaviloviane, dove un'erba viene involontariamente selezionata artificialmente per assomigliare a un raccolto, nello pseudo accoppiamento, in cui un fiore imita una compagna femmina per attrarre un insetto impollinatore, "Batesiane", in cui una specie innocua scoraggia i predatori mimando le caratteristiche di una specie nociva e la mimica delle foglie, dove una pianta assomiglia a una pianta vicina per sfuggire all'attenzione degli erbivori.

## Bakeriane
Il mimetismo Bakeriano, che prende il nome dal naturalista inglese  Herbert Baker, è una forma di automimetismo o mimetismo intraspecifico che si verifica in una singola specie. Nelle piante, i fiori femminili imitano quelli maschili della loro stessa specie, dando agli impollinatori una ricompensa. Questo mimetismo riproduttivo può non essere facilmente evidente poiché membri della stessa specie possono ancora mostrare un certo grado di dimorfismo sessuale, cioè la differenza  fenotipica tra maschi e femmine della stessa specie. È comune in molte specie di Caricaceae o nelle  famiglie di Magnoliophyta dell'ordine delle Brassicales presente nel Centroamerica, nel Sudamerica e in Africa.

## Dodsoniane
Il mimetismo Dodsoniano, dal nome del botanico, orchidologo e tassonomo statunitense, Calaway H. Dodson, è una forma di mimetismo floreale riproduttivo, ma il modello appartiene a una specie diversa. Fornendo segnali sensoriali simili a quelli del fiore modello, può attirare i suoi impollinatori. Come le Bakeriane, non producono nettare.

### Esempi
Epidendrum ibaguense è una specie di orchidea epifita che si trova a Trinidad, nella Guyana francese, in Venezuela, in Colombia e nel nord del Brasile. Assomiglia ai fiori di Lantana camara e Asclepias curassavica (comunemente chiamati farfalle messicane, fiori di sangue, asclepia scarlatta o tropicale) entrambe specie di angiosperme, la prima della famiglia delle Verbenacee e la seconda della famiglia delle Apocinacee, entrambe native dell'ecozona neotropicale. Epidendrum ibaguense viene impollinata dalla farfalla monarca e forse dai colibrì. Casi simili si riscontrano in alcune altre specie della stessa famiglia. Le specie mimetiche possono avere ancora impollinatori propri, ad esempio un coleottero lamellicorne, che di solito impollina fiori di Cistus di colore corrispondente, è anche noto per aiutare nell'impollinazione delle Ophrys, specie normalmente impollinate dalle api.

## Vaviloviane
Il mimetismo vaviloviano (noto anche come mimetismo delle colture o mimetismo delle alghe) che prende il nome dal genetista botanico che identificò i  centri d'origine delle piante coltivate, Nikolai Vavilov, è una forma di mimetismo delle piante in cui un'erba viene a condividere una o più caratteristiche di una pianta domestica attraverso generazioni di selezioni artificiali. La selezione dell'erba può avvenire uccidendo un'erba giovane o adulta, separando i suoi semi da quelli del raccolto (vagliatura), o in entrambi i modi.  Questo viene fatto manualmente dai tempi del Neolitico, e in anni più recenti dalle macchine agricole.

## Pouyanniane

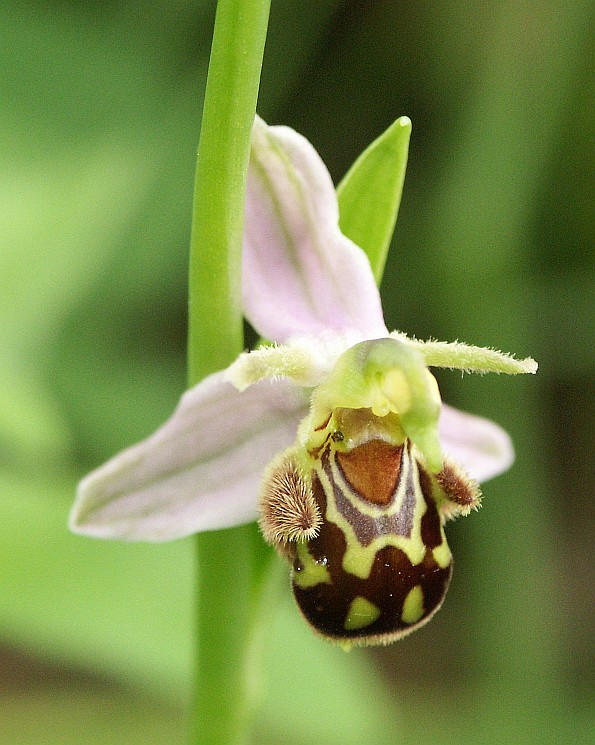
Il fiore dell'Ophrys assomiglia alla femmina di un'ape per attrarre maschi in cerca di compagne

Molte piante si sono evolute per sembrare altri organismi, per la maggior parte insetti. Questo può portare benefici ad ampio raggio incluso l'aumento dell'impollinazione. Nel mimetismo pouyanniano, imitando visivamente una potenziale femmina, ma gli stimoli chiave sono spesso chimici e tattili.

### Esempi
L'orchidea martello (Drakaea, una specie in pericolo del genere orchidee, originaria dell'Australia), è uno degli esempi più notevoli. L'orchidea ha imitazioni sia visive che olfattive di una femmina di vespa per attirare i maschi, sia per depositare che per raccogliere il polline.
L'orchidea Epipactis helleborine si è fisiologicamente e morfologicamente adattata per attirare le vespe come suoi principali impollinatori. Le vespe nutrono le loro larve su insetti come i bruchi. Per localizzare queste prede, usano una combinazione di segnali visivi e olfattivi. I fiori di E. helleborine e E. purpurata hanno sostanze volatili delle foglie verdi (GLV), che sono attraenti per i foraggiatori per le Vespula germanica e Vespula vulgaris. Le GLV delle helleborine che inducono risposta nelle antenne delle vespe vengono emessi anche da foglie di cavolo infestate da bruchi ("Pieris brassicae)", che sono prede comuni per le vespe. Nonostante dia una grande quantità di nettare, la specie è quasi interamente trascurata dagli altri impollinatori.
Il Carrion flower (fiore carogna) imita l'odore e l'aspetto della carne in putrefazione per attirare insetti necrofagi come mosche della carne (Sarcophagidae), mosconi (Calliphoridae), mosche domestiche (Muscidae) e alcuni coleotteri (es. Dermestidae e Silphidae) che ricercano animali morti da usare come siti di covata. L'odore di putrefazione del fiore proviene da oligosolfuri, proteine decadute che contengono aminoacidi metionina e cisteina. Mentre i fiori di carogna producono una piccola quantità di nettare, questo non rende necessariamente reciproca la sua relazione con gli insetti necrofagi. Gli insetti depongono le uova sui fiori di carogna, nel senso che li confondono con i siti di deposizione delle uova. Il nettare funge da richiamo per avvicinare gli insetti alle parti riproduttive del fiore.

## Batesiane
Le Batesiane sono una specie di piante mimetiche, che hanno preso il nome dal naturalista britannico Henry Walter Bates, che da una specie innocua si sono evolute per imitare i segnali di allarme di una specie dannosa diretta a un predatore.

### Esempi
Il mimetismo della spina si trova in due tipi di piante. Il primo, un caso speciale di caratteristica mimetica si trova nell'Aloe sp. (Liliaceae), W. filifera (Palmaceae), e in diverse specie di Agave, comprese A. applanta, A. salmiana, e A. obscura. Queste piante sviluppano impronte o colorazioni delle spine sulla faccia delle loro foglie causate dai denti lungo i margini di quella foglia (o di un'altra foglia) che si indentano nella carne delle parti non spinose.
Il secondo tipo, un più classico caso di mimetismo Batesiano, coinvolge gli organi appuntiti e colorati come gemme, foglie e frutti di specie vegetali mimetiche che imitano le spine colorate aposematiche che non si trovano in nessun altro organismo.
Diverse piante che crescono in Israele, Estonia, Grecia e Giappone mostrano un mimetismo a forma di ragnatela. Tricomi densi e bianchi crescono su steli e foglie di nuova estensione per scoraggiare l'erbivoro dall'abitudine predatoria. Questo può essere un caso di mimetismo visivo o percettivo. Esempi di casi comprendono i nuovi boccioli di "Onopordum" in Israele, Carthamus in Grecia,  Arctium tomentosum in Estonia e nuove foglie di Osmunda japonica in Giappone.

## Mimetismo criptico
In ecologia, il criptismo è la capacità di un organismo di evitare il rilevamento da parte di altri organismi. Pertanto, il mimetismo criptico è una situazione in cui un organismo possibile oggetto di preda inganna un potenziale predatore fornendo segnali falsi o nessun segnale. Il mimetismo criptico nelle piante è solitamente realizzato visivamente.

### Esempi
La sudamericana Boquila trifoliata, della famiglia delle Lardizabalaceae, è una vite rampicante con un fenotipo incredibilmente variabile. È in grado di imitare le caratteristiche delle foglie delle specie vegetali alle quali si aggrappa, adottandone la forma, la dimensione ed il colore. Camuffando le sue appendici fogliari, la "Boquila" abbassa il tasso di erbivori.